# ویکتور شیمن
ویکتور ولادیمیرویچ شیمان ((به بلاروسی: Віктар Уладзіміравіч Шэйман) , روسی: Виктор Владимирович Шейман ; متولد ۲۶ مه ۱۹۵۸) یک سیاستمدار اهل بلاروس است.
شیمان از زمان به قدرت رسیدن لوکاشنکو در سال ۱۹۹۴ از متحدان نزدیک دیکتاتور بلاروس الکساندر لوکاشنکو بوده‌است. شیمن در سال ۲۰۰۴ دادستان کل بلاروس بود. شیمن به دلیل ناپدید شدن منتقدان لوکاشنکو از سوی اتحادیه اروپا و ایالات متحده تحریم شده‌است.